# Obermurnthal

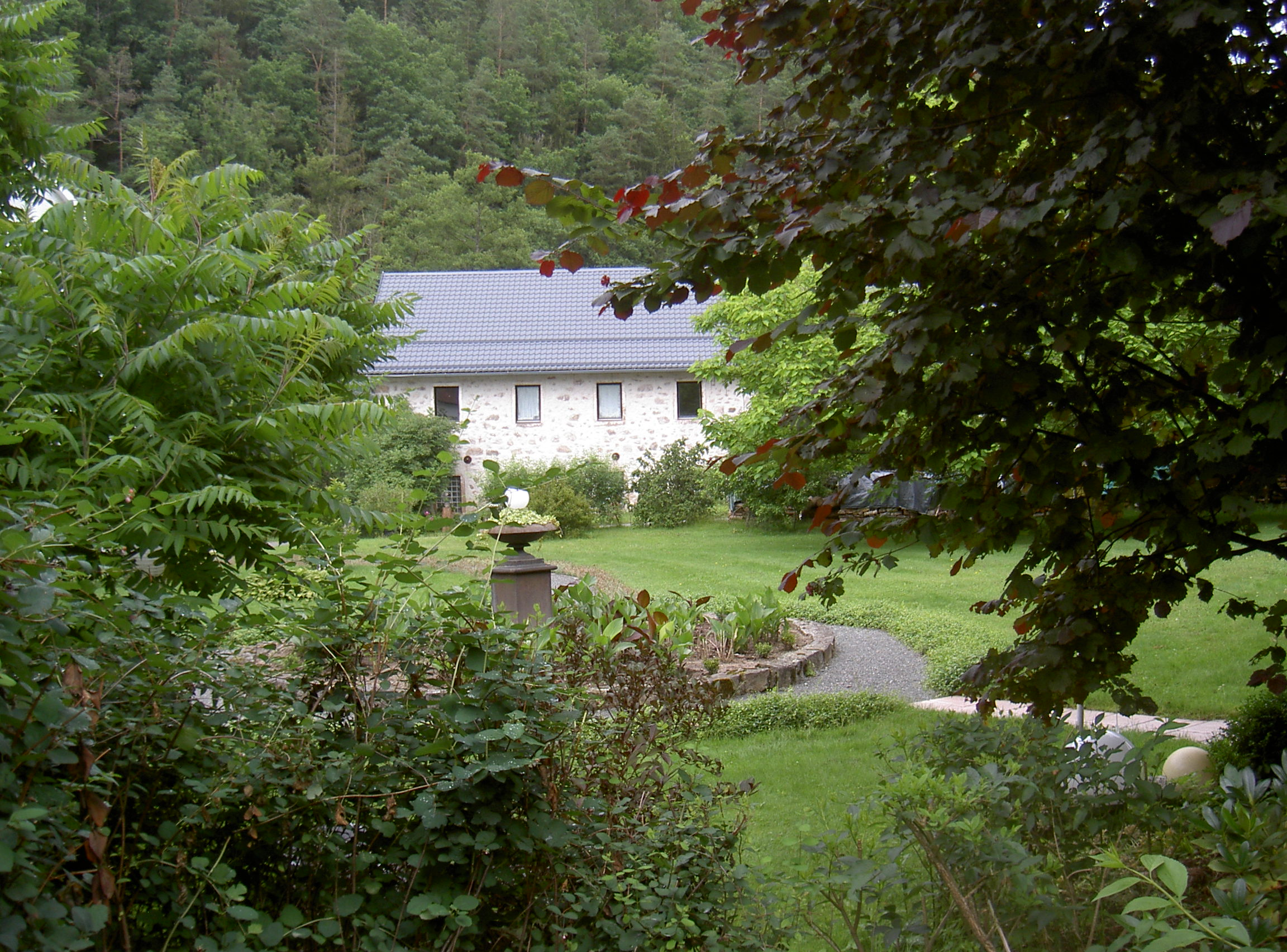
Obermurnthal (2016)

Obermurnthal ist ein Ortsteil der Stadt Neunburg vorm Wald im Oberpfälzer Landkreis Schwandorf in Bayern.

## Geographie
Obermurnthal liegt ungefähr fünf Kilometer nordöstlich von Neunburg vorm Wald im Murntal, einem Durchbruchstal der Schwarzach, das sich an den Eixendorfer See anschließt. Die Schwarzach durchbricht hier den Granitriegel, der das tertiäre Becken um Rötz von der Neunburger Talmulde trennt.

## Geschichte
Der Name Moornthal, später dann Murnthal, kommt vom sumpfigen, moorigen Talgrund, in dem die Siedlung liegt. Sie wurde in früherer Zeit auch Rosskopfhütte genannt.
Ober-, Mitter- und Untermurnthal gehörten von der Mitte des 19. Jahrhunderts bis zum Anfang des 20. Jahrhunderts zu den größten Schleifwerken Deutschlands. 1939 stellten sie infolge der belgisch-rheinischen Konkurrenz den Betrieb ein. Nachdem 1925 ein neuer Staudamm gebaut wurde, wurden die Glasschleifen ab 1936 an die öffentliche Energieversorgung angeschlossen und als Wasserkraftwerke zur Stromerzeugung genutzt.
Von 1940 bis 1945 richtete die Wehrmacht hier Getreidelager ein.
Später wurden die Gebäude an verschiedene Betriebe verpachtet.
Obermurnthal war die größte der drei Glasschleifen. Das Werk hatte 288 Polierblöcke und vier Rundschleifapparate.
Am 23. März 1913 war Obermurnthal Teil der Pfarrei Neunburg vorm Wald, stand aus zwei Häuser und zählte 68 Einwohner.
Am 31. Dezember 1990 hatte Obermurnthal 13 Einwohner und gehörte zur Pfarrei Neunburg vorm Wald.
Siehe auch: Liste der Baudenkmäler in Neunburg vorm Wald, Abschnitt Obermurnthal

## Tourismus
An Obermurnthal führt auf der Trasse der ehemaligen Bahnstrecke Bodenwöhr–Rötz der Schwarzachtal-Radweg (Sz) vorbei. Diese wichtige Hauptroute im Bayernnetz für Radler verbindet Tschechien mit Schwarzenfeld und dem Naabtalradweg (Na).